# Erast Diti Tarangul
Erast Diti Tarangul (n. 4 ianuarie 1901, Câmpulung Moldovenesc – d. 1985) a fost profesor universitar la catedra de drept administrativ din Facultatea de Drept a Universității din Cluj, apoi decan al Facultății de Drept.
A urmat cursurile școlii primare de băieți (înființată la insistențele unchiului său, Erast Tarangul, prefect de Suceava), ale gimnaziului și Liceului „Ștefan cel Mare” din Suceava, absolvite cu note maxime. După obținerea diplomei de bacalaureat, cu distincție/panglică, în iulie 1919, a solicitat înscrierea, ca membru, în Societatea Academică „Junimea”. Descendent al unei nobile familii românești din Bucovina, participase, direct, la evenimentele din toamna anului 1918, astfel că, pentru meritele sale în lupta pentru afirmarea românismului, a fost ales secretarul Comitetului.
Profesorul Tarangul a obținut titlul de doctor în drept în 1924. În anii 1925-1926 a făcut studii speciale la Facultatea de Drept din Bordeaux. Titlul de docent pentru dreptul administrativ i s-a conferit în 1931. După ce a ocupat pe rând în învățământul superior juridic postul de asistent și de conferențiar, în 1937 a fost numit profesor agregat, în 1940 a fost încadrat la Facultatea de Drept din Iași la catedra de drept administrativ, iar în 1941 a fost reîncadrat la catedra de drept administrativ a Facultății de drept din Cluj în refugiu pe atunci la Sibiu.
În anul 1944, profesorul Erast Diti Tarangul opina în lucrarea sa „Tratat de drept administrativ român”: 
„O independență completă a autorităților descentralizate ar aduce anarhia în stat. Autoritățile centrale au dreptul și chiar datoria să aibă un control asupra activității și autorităților descentralizate.”
Soția sa, Eugenia Tarangul, născută Sbiera, a fost directoarea liceului de la Cernăuți.

## Opera

### Volume
- Teoria lui Duguit asupra raportului între drept și stat (conferința ținută cu ocazia inaugurării cursurilor de drept administrativ la Facultatea de Drept din Cernăuți), Tipografia I.Wiegler, Cernăuți, 1928;
- Tratat de drept administrativ român, Editura Tipografiei Glasul Bucovinei, Cernăuți, 1944;
- Curs de drept administrativ, Universitatea „Regele Ferdinand” Cluj, Facultatea de Drept, Cluj, 1947.

### Articole în reviste de specialitate
- Principiul legalității în dreptul administrativ român și francez, Revista de Drept Public, 1929
- Puterea discreționară a administrației, Revista de Drept Public, 1936
- Actele de guvernământ, Cernăuți, 1937